# ويليام هاردي ويلسون
ويليام هاردي ويلسون (بالإنجليزية: William Hardy Wilson)‏ هو مهندس معماري أسترالي، ولد في 14 فبراير 1881 في كاملبتاون في أستراليا، وتوفي في 16 ديسمبر 1955 في ريتشموند ‏ في أستراليا.